# Distretto di Sumbas
Il distretto di Sumbas (in turco Sumbas ilçesi) è uno dei distretti della provincia di Osmaniye, in Turchia.